# Salomão Glásio
Salomão Glás (em alemão:  Salomon Glaß; em latim: Salomo Glassius; 20 de maio de 1593 – 27 de julho de 1656), também Glásio, foi um teólogo luterano e crítico bíblico alemão nascido em Sondershausen, no principado de Schwarzburg-Sondershausen.
Glás iniciou sua jornada acadêmica na Universidade de Jena em 1612. Em 1615, motivado pela ambição de estudar Direito, transferiu-se para Wittenberg. Contudo, uma enfermidade o forçou a retornar a Jena, onde, sob a tutela de Johann Gerhard, redirecionou suas atenções para a teologia, com especial ênfase no hebraico e em dialetos cognatos. Em 1619, sua ascensão acadêmica foi consolidada com sua nomeação como adjunto da faculdade filosófica, seguida pela posição de professor de hebraico, onde se destacou pela erudição e pela capacidade de fomentar o pensamento crítico.
De 1625 a 1638, Glás exerceu a função de superintendente em Sondershausen, onde suas contribuições foram notáveis. Após a morte de Gerhard em 1637, ele foi escolhido para sucedê-lo em Jena, atendendo ao desejo expresso de seu mentor. Em 1640, respondendo ao convite do duque Ernesto, o Piedoso, mudou-se para Gotha, onde atuou como pregador da corte e superintendente geral. Nesse papel, Glás implementou reformas significativas nas instituições eclesiásticas e educacionais do Ducado, refletindo um compromisso com a renovação e a modernização do pensamento teológico.
Glás também desempenhou um papel crucial na Controvérsia Sincrética, um debate teológico que buscava conciliar diferentes tradições cristãs, evidenciando sua habilidade em navegar por questões complexas e controversas. Sua obra seminal, Philologia sacra (1623), representa um marco na crítica bíblica, sinalizando uma transição das abordagens anteriores para as ideias emergentes da escola de Spener. Este trabalho, que foi reimpresso em diversas ocasiões e revisado por figuras como J. A. Dathe e G. L. Bauer, destaca-se por sua profundidade analítica e pela busca de uma compreensão mais robusta das Escrituras.
Além disso, Glás sucedeu Gerhard como editor do Weimar Bibelwerk, uma das edições da Bíblia do Eleitor, notoriamente conhecida como a Bíblia de Nuremberg. Sua contribuição inclui um comentário abrangente sobre os livros poéticos do Antigo Testamento, sublinhando sua expertise e dedicação à exegese bíblica.
Glás faleceu em Gotha em 27 de julho de 1656, aos 63 anos, deixando um legado que transcende seu tempo. Sua obra e suas reformas teológicas continuam a ressoar na tradição luterana, oferecendo uma rica fonte de reflexão sobre a crítica bíblica e a prática pastoral.